# Trần Tuân
Trần Tuân (陳珣, ?-1511) là thủ lĩnh một cuộc nổi dậy chống triều đình cuối thời Lê sơ trong lịch sử Việt Nam.

## Tiểu sử
Theo Đại Việt thông sử, Trần Tuân là người xã Quang Bị, huyện Bất Bạt, trấn Sơn Tây cũ, nay là huyện Ba Vì, Hà Nội, Việt Nam.
Trần Tuân sinh ra trong gia đình có truyền thống khoa bảng. Ông tổ 4 đời của Trần Tuân là Trần Văn Huy (tên thật là Trần Nguyên Trừng, hậu duệ các vua nhà Trần, không phải dòng dõi Trần Hưng Đạo như có thuyết nêu), đỗ tiến sĩ trong niên hiệu Thái Hòa đời Lê Nhân Tông. Ông nội Trần Tuân là Trần Cẩn đỗ tiến sĩ thời Lê Thánh Tông, làm quan đến chức Thượng thư Bộ Lại. Dòng tộc Trần Tuân có mối quan hệ với Hoàng hậu Trần Thị Tùng (vợ Lê Uy Mục), người làng Nhân Mục Môn, nên được Lê Uy Mục ưu ái (sử sách có ghi Lê Uy Mục chỉ tin dùng ngoại thích bên mẹ và bên vợ), khiến một số thế lực khác trong Triều đình căm tức chống lại. Khi Lê Uy Mục bị Giản Tu Công Lê Oanh (tức Lê Tương Dực) lật đổ cuối năm Đoan Khánh thứ 5 (1509) với sự ủng hộ của các gia tộc đại thần họ Nguyễn (Nguyễn Văn Lang, Nguyễn Hoằng Dụ) và họ Trịnh (Trịnh Duy Đại, Trịnh Duy Sản), Hoàng hậu Trần Thị Tùng phải chạy trốn đến chùa Hoàng Mai và tự vẫn ở đây. Toàn bộ ngoại thích họ Trần của Hoàng hậu bị truy sát phải chạy trốn, nhiều người phải đổi cả họ tên (những người còn lại trong gia tộc của Trần Tuân đổi sang họ Đặng và toả đi lánh nạn các nơi). Trần Tuân là một võ quan thuộc phe ngoại thích của Hoàng hậu vì chuyện này nên mới nổi dậy chống lại Triều đình của vị vua mới Lê Tương Dực ngay từ đầu năm 1510, đến năm 1511 mới tiến về uy hiếp Kinh thành.

## Uy hiếp kinh thành
Theo mô tả của Đại Việt sử kí toàn thư, Trần Tuân là người có "tính khí hung hãn".
Nhà Hậu Lê sang thế kỷ 16 bắt đầu suy yếu. Vua Lê Tương Dực chỉ ham hưởng lạc, các phong trào chống đối bắt đầu nổi lên. 
| “ | Lê Uy Mục ở ngôi từ năm 1505 đến năm 1509, đêm nào cũng cùng cung phi vui đùa uống rượu quá độ, khi rượu say thì giết cung phi. Năm 1512, đại hạn, trong nước đói to. Năm 1517, dân chết đói, thây (xác chết) nằm chồng chất lên nhau. Nhiều huyện thuộc hai trấn Hải Dương và Kinh Bắc (Bắc Ninh, Bắc Giang), nạn đói càng dữ dội hơn | ” |

Trần Tuân cũng tập hợp lực lượng ở vùng rừng núi Hưng Hóa, chiêu mộ được vài ngàn người, cắt đặt ngôi thứ. Năm 1511, ông cùng bộ tướng Nguyễn Nghiêm chính thức khởi binh chống triều đình tại Sơn Tây. Ở nhiều nơi khác có khởi nghĩa của:
1. Phùng Chương ở Tam Đảo
2. Lê Hy ở Nghệ An nổi dậy khởi nghĩa cùng Trịnh Hưng phát triển ra Thanh Hóa
3. Trần Cảo ở Đông Triều (Quảng Ninh)

Nhân dân đi theo Trần Tuân khá đông, tụ tập hàng vạn người. Ông mang quân đến Từ Liêm uy hiếp kinh thành. Vua Tương Dực sai Trịnh Duy Sản, Nguyễn Văn Lang mang quân ra đánh, nhưng hai tướng bị Trần Tuân đánh bại, phải rút về Đông Ngạc và Nhật Chiêu.
Nguyễn Văn Lang sai tập trung thợ ở các xưởng vũ khí của Bộ Công, bày kỳ binh để làm thanh thế tại Đông Hà bảo vệ cho kinh thành, nhưng đến đêm quân triều đình sợ thế Trần Tuân đều bỏ chạy.
Lê Tương Dực sai Minh Luân bá Lê Niệm và thái giám Lê Văn Huy mang lực sĩ 2 ty Hải Thanh và Hà Thanh chèo thuyền nhẹ ra Từ Liêm dò xét tình hình. Trần Tuân cho quân đốt phá phố xá. Lê Niệm và Lê Văn Huy đến chợ An Gia thấy phố xá bị cháy bèn trở về báo cho vua Tương Dực. Cả kinh thành chấn động vì Trần Tuân đã áp sát sắp tiến vào.

## Thất bại
Lúc đó Trịnh Duy Sản bại binh chỉ còn 30 người. Duy Sản tập hợp tàn quân, cùng quân sĩ thề cùng nhau đánh giặc, xé áo làm dấu hiệu, rồi nhân lúc chiều tối chia nhau lẻn đến trại của Trần Tuân. Ông vừa đánh thắng quân triều đình nên chủ quan không phòng bị. Lúc đó Trần Tuân mặc áo đỏ ngồi trên giường. Duy Sản cùng 30 người đột kích vào thẳng trong trại, đến nơi Trần Tuân ngồi, đâm chết Trần Tuân.
Các thủ hạ của ông ở quanh trại vẫn chưa biết ông bị giết, vẫn đóng đồn như trước. Giết được Trần Tuân, Trịnh Duy Sản sai quân đốt 3 tiếng pháo làm hiệu, cánh quân đến tiếp ứng của Nguyễn Văn Lang xông tới đánh giết. Quân Trần Tuân tan vỡ, chạy tới xã Thụy Hương, Tảo Động, bị giết và chết đuối rất nhiều.
Bộ tướng của ông là Nguyễn Nghiêm rút chạy lên Sơn Tây rồi Hưng Hóa. Sang đầu năm 1512, quân triều đình truy kích đến nơi, các thủ hạ của ông đều được nhận hàng.
Không rõ Trần Tuân bao nhiêu tuổi. Dòng dõi của ông dời đến xã Yên Quyết Thượng huyện Từ Liêm và đổi sang họ khác.